# Lampropelma violaceopes
Lampropelma violaceopes (лат.) — вид пауков-птицеедов (Theraphosidae). Крупный паук, обладающий массивным телом сине-фиолетового цвета. С возрастом цвет только темнеет.

## Ареал
Вид встречается на территории Малайзии и Сингапура.

## Описание
Вид был впервые описан в 1924 году. 
Размеры половозрелых особей по телу достигают 8—9 см, в размахе лап — 20—23 см (в максимуме до 25 см). Половозрелые самки крупнее самцов. У самок половая зрелость наступает в 1,5—2,5 года, у самцов — 0,9—год. Продолжительность жизни самок 10—12 лет, самцов — до 2 лет. Для данного вида характерен половой диморфизм: окраска половозрелой самки яркая сине-фиолетовая, самца — грязная жёлто-зелёная.

## Образ жизни
Lampropelma violaceopes - птицеед, сочетающий в себе признаки норного и древесного - обитает в норах и дуплах деревьев. Ведет ночной образ жизни. Питаются главным образом насекомыми. Возможен каннибализм.
Очень агрессивный, быстрый, непредсказуемый и ядовитый паук, при наличии укрытия скрывается бегством. При контакте необходимо соблюдать осторожность.

## Содержание в неволе
Вид проявляет признаки норного и древесного, для него подойдет террариум размерами около 40 × 30 × 30 см. В качестве субстрата используется кокосовая стружка, высота субстрата около 5—10 см, на поверхности субстрата можно установить кусок коры для укрытия. Желательно обеспечить суточные перепады температур в террариуме: 25—28 ºС днем, 20—22 ºС ночью, влажность  80—85 %. Питается насекомыми, земноводными или млекопитающими подходящего размера.

### Разведение
Вид неплохо размножается в неволе. Для разведения подпускают обульбившегося самца к взрослой самке. После спаривания яйца созревают 2—3 месяца. В коконе содержится от 100 до 150 яиц.

## Синонимы
- Omothymus violaceopes Smith & Jacobi, 2015[источник не указан 2976 дней],
- Lampropelma violaceopedes Smith, 1990a[источник не указан 2976 дней],
- Cyriopagopus sp."blue""[источник не указан 2976 дней],
- сингапурский фиолетовый птицеед[источник не указан 2976 дней].